# Csicsómező
Csicsómező, más néven Csicsópolyán (románul: Ciceu Poieni) falu Romániában, Erdélyben, Beszterce-Naszód megyében. 
Rettegtől északkeletre, 

## Fekvése
Rettegtől északkeletre, Déstől 28,8 km-re, hegyektől körülvett mély katlanban fekszik, melynek csak dél felőli részén vezet egy keskeny völgy, ahol a községen keresztül folyó patak tört utat magának Debrek község felé.

## Nevének eredete
Nevét a román "pojána" szóból vette, amely magyarul mezőt, erdők közt lévő tisztást jelent.

## Története
A település egykor Szészárma tartozéka volt és valamikor 1560-1576 körül keletkezhetett. Nevét 1576-ban említette először oklevél Pollyan néven. 1560-ban azonban - mikor Szészárma összes tartozékát felsorolták neve még nem szerepelt a felsorolásban.
A fennmaradt hagyományok szerint az egykor erdőrengeteggel benőtt hely egy kis mezejére, a "Zsintyicza" határrészen először egy Styir nevű család telepedett le.  Hogy a falu mikor költözött jelenlegi helyére, arról nem maradt fenn semmi adat.
Későbbi névváltozatai:1663-ban Csicsopolyán, 1733-ban Bojeni [Pojeni], 1750-ben Pojan, 1760–1762 között Csicso Poján, 1808-ban Pojána (Csicsó-), Pojen, 1861-ben Csicsó-Poján, 1888-ban Csicsó-Polyán, 1913-ban Csicsómező.
A település egykor a Harinnai Farkas család birtokai közé tartozott, de 1576-ban Báthory István fejedelem a hűtlenné vált Harinnai Farkas Jánosnak és Miklósnak e birtokát Báthory Kristófnak adományozta, akit 1577-be e birtokba be is iktattak, majd 1589-ben Báthory Zsigmond e birtokot Báthory András bíbornoknak adományozta. A Harrinnai Farkas család tagjai azonban a birtokot - gyakori tiltakozásuk ellenére - többé vissza nem kapták.
1596-ban Tahy Istváné, aki ekkor e birtokot, melyet Báthory András hűtlensége miatt még Báthory Zsigmondtól kapott adományba, nejére Kendy Zsuzsannára hagyta, majd egy 1603-ik évi feljegyzés szerint Erdélyi Jánosnak adományoztatott, aki erre öröklés útján jogot tartott.
1655-ben II. Rákóczi György e birtok felét özv. gyéresi Böjti Istvánnénak Toroczkai Ilonának adta zálogba.
1666-ban I. Apafi Mihály e birtokot, melyet még II. Rákóczi György adományozott a Bojty családnak, a Bojtiak kihaltával pedig Csegezi Tamás kapta zálogba, akitől később Vér György és neje Pongrácz Mária magukhoz váltották. 1694-ben birtokosai Vér György árvái voltak: 1702-ben Vér György fiai György és Boldizsár, 1734-ben pedig Vér Boldizsár és Vér György fiai: Mihály és György.
1782-ben a kincstár e birtokot a Vér családtól magához váltotta, majd a gróf Bethlen családnak adta cserébe az ebesfalvi uradalomért, mely Apafi Mihály halála után jutott a kincstár kezére.
A trianoni békeszerződés előtt Szolnok-Doboka vármegye Dési járásához tartozott.
1910-ben 707 lakosából 20 németnek, 686 románnak vallotta magát. Ebből 633 görögkeleti ortodox 20 izraelita volt.
Kádár József leírásában még említette a község északi részében látható négy körbástya vagy vár alapfalait is, melyek két-két öl szélesek, kőből épültek, de mikor és kik építették, azt a lakosok nem tudják. A falu Zsintyicza határrészben pedig régi vastag cserép- és vasdarabot, csákányokkal valamint pénzt és más eszközöket is találtak, amelyek ismeretlen helyre kerültek.